# Гамбургский этнографический музей
Гамбургский этнографический музей (также Гамбургский этнологический музей; нем. Museum am Rothenbaum — Kulturen und Künste der Welt, ранее нем. Museum für Völkerkunde Hamburg, сокр. MARKK) — этнографический музей в округе Эймсбюттель (район Ротербаум) города Гамбург; был основан в 1879 году, является одним из крупнейших этнографических музеев в Европе.

## История
Гамбургский этнографический (этнологический) музей ведёт свою историю с небольшой этнографической коллекции, которая была создана в городской библиотеке в 1842 году. Коллекция, переданная «Ассоциации естествознания в Гамбурге», к 1868/1869 году насчитывала 645 предметов. Строительство собственного музейного здания по проекту архитектора Альберта Эрбе началось в 1908 году и было завершено через четыре года. Музей этнографии отвечал за сохранность коллекции археологических находок Гамбурга, которая была передана в Музей истории Гамбурга в 1957 году.